# Mesoceration longipennis
Mesoceration longipennis är en skalbaggsart som beskrevs av Perkins 2008. Mesoceration longipennis ingår i släktet Mesoceration och familjen vattenbrynsbaggar. Inga underarter finns listade i Catalogue of Life.